# 聯選制
聯選制原稱「競選組閣制」，是中國大陸基層民主政治實行的新方法之一，在安徽省進行試點，主要是由村民先進行村主任候選人的投票，人選選出之後，再提交村委會名單，再進行一次投票。